# 금남정맥
금남정맥(錦南正脈)은 한반도 13정맥의 하나로 백두대간에서 갈라져 주화산(珠華山, 600m)에서 시작하여 왕사봉·대둔산을 지나 계룡산으로 이어지고 부여의 부소산에서 끝나는 산줄기의 옛 이름이다. 금강의 남서쪽을 지나므로 금남정맥이라 하였다.

## 주요 산
금남정맥은 조선시대 조상들이 인식하던 한반도의 산줄기체계는 하나의 대간(大幹)과 하나의 정간(正幹), 정맥으로 이루어진 것으로 산과 물이 조화를 이루어야 한다는 사상에서 비롯된 이들 맥은 10대강의 유역을 가름하는 분수산맥을 기본으로 삼고 있어 대부분의 산맥 이름이 강 이름과 밀접한 관련을 가진다.
금남정맥은 금강 상류유역과 만경강 유역을 구분짓는 산줄기이다. 동사면을 따라 흐르는 물은 금강 상류를 이루며, 서사면을 따라 흐르는 물은 만경강을 이루고 일부는 금강 하류로 흘러든다. 이 산줄기가 시작되는 주화산에서 남쪽으로 연결되는 호남정맥과 함께 전라북도의 동쪽 산간지방과 서쪽 해안의 호남평야를 경계짓고 있다.
연결되는 산은 왕사봉·배티［梨峙］·대둔산·황령(黃嶺)·개태산(開泰山 혹은 天護峰, 360m)·계룡산·널티［板峙］·망월산(望月山)·부소산 등으로 그 길이는 약 118km이다.

## 비교
『산경표』에 기록되어 있는 산이름은 다음과 같다.
- 왕사봉
- 배티(梨峙)
- 대둔산
- 황령(黃嶺)
- 개태산(開泰山 혹은 天護峰, 360m)
- 계룡산
- 널티［板峙］
- 망월산(望月山)
- 부소산

## 같이 보기
- 산경표